# Mangabeira (João Pessoa)
Mangabeira é o mais populoso bairro da cidade de João Pessoa, localizado na Zona Sul da cidade, foi fundado em 16 de junho de 1983 com o nome Conjunto Habitacional Tarcísio de Miranda Burity. O mangabeirense muitas vezes tem origem no ascendente "sertânico" transplantado para zona da Mata, e por isso carrega ainda o vigor dos seus ancestrais; uma população trabalhadora que ergueu o maior bairro da zona Sul e de toda a cidade, com uma das principais avenidas de comércio popular.

## Características
Mangabeira localiza-se na Zona Sul da cidade de João Pessoa, capital da Paraíba. O bairro é subdividido em oito partes, numeradas do I (um) ao VIII (oito), abrigando diferentes classes sociais, sendo Mangabeira 8 o maior em território entre a divisão feita. Ocupa uma área de 1.079 hectares e os números conferem ao bairro grande importância política e econômica. É um bairro vocacionalmente comercial, ficando atrás apenas do centro da cidade em quantidade de comércio e serviços. É também o bairro mais populoso de João Pessoa, abrigando aproximadamente 100.000 habitantes em 17.259 domicílios. Se fosse considerado uma cidade, o bairro seria a 4ª maior cidade da Paraíba.
O bairro territorialmente inicia-se no antigo colégio CAIC Damásio Franca (atual Reitoria do IFPB - em construção), percorre até metade da ladeira conhecida como "Ladeira Valentina/Mangabeira" e na outra dimensão segue a leste do sítio da Laranjeiras até próximo do novo Centro de Convenções de João Pessoa.
A denominação Mangabeira originou-se de uma fazenda que cultivava mangaba.
Possui 33 escolas, cinco praças, uma feira livre e o 2° maior mercado público da cidade (atrás apenas do Mercado Central) e a 2ª maior avenida comercial da cidade, a Josefa Taveira (principal, dentre as três do Bairro).
Possui mais de 12 Escolas Particulares, dentre elas: Integração Corujinha, QI e Sistema de Ensino Decisão.
Possui também um campus da UFPB e um do IFPB.
Na área de saúde há o Centro de Atenção Integral à Saúde (CAIS), a sede do Distrito Sanitário III, o Complexo Hospitalar Humberto Nóbrega, que abrange o Centro de Ortopedia e Traumatologia (Ortotrauma ou Trauminha), o CENDOR Centro de Tratamento da Dor e um polo psiquiátrico, duas Farmácias Populares e o Centro de Especialidades Odontológicas (CEO). O bairro possui 26 Unidades de Saúde da Família.
Estão Presentes no bairro sedes importantes como: a sede Norte-Nordeste da Unimed, a Academia de Polícia Militar e Civil, Detran, Inmetro, Unidade Prisional de Seguranças Média e Máxima, Companhia Estadual de Habitação Popular (Cehap), Escola Técnica Estadual, Casa da Cidadania, ESPEP, Centro de Formação de Professores de João Pessoa, Centro Cultural Mangabeira, além de dois restaurantes populares no bairro.
Postos de serviços do bairro.
- Possui Agências Bancárias: Banco do Brasil, Caixa, Bradesco e Itaú.
- Possui Caixas Eletrônicos: Banco do Brasil, Caixa e Itaú e vários caixas eletrônicos Banco24Horas espalhados pelo bairro.
- Possui quatro casas lotéricas da Caixa, nas zonas Norte (proximidade ao bairro dos Bancários, Centro (arredores do Mercado Público), corredor próximo ao Complexo Hospitalar Ortotrauma e Sul (áreas correspondentes às proximidades da 9ª DD) do bairro.
- Há em Mangabeira: um distrito industrial, lojas de Informática, locadoras, lojas comerciais, lojas de móveis, perfumarias, imobiliárias, sorveterias, pizzarias, lanchonetes, restaurantes, lan houses, postos de gasolina, escolinhas de futebol e futsal, Ginásios Poliesportivos, estádio de futebol (Mangabeirão), agências bancárias, concessionárias de veículos, oficinas mecânicas, clínicas médicas, clínicas oftalmológicas, óticas, casa de festas, feira livre, cartórios, Fórum, cemitério particular e um shopping center - Mangabeira Shopping.
- E ainda abriga uma grande quantidade de lojas de nível nacional no comércio bairro, sendo alguma delas: Lojas Maia/Magazine Luiza, Insinuante, Cacau Show, Eletroshopping, Rabelo, Laser Eletro, Ortobom, a rede mexicana Elektra,  Armazém Paraíba, 02 lojas Atacadão dos Eletros, Credmóveis Novo Lar, O Boticário, Hering, Arezzo, Glamour Noivas, Emmanuelle, Cattan, Honda, Esposende, CasaPio, Colombo, Farmácias Pague Menos, Farmácias Permanente, Redepharma, Drogarias Globo, Óticas Diniz, entre outros de nível regional.

Mangabeira abriga templos religiosos dedicados aos Católicos, Evangélicos, Mórmons, Testemunhas de Jeová, Adventistas, Espíritas, Cultos afro-brasileiros e outros.

## Mangabeira Shopping
Inaugurado no dia 30 de novembro de 2014, o Mangabeira Shopping possui 212 lojas, sendo 17 âncoras. 